# Вокзал Мюнхен-Пазинг
Вокзал Мюнхен-Пазинг (нем. Bahnhof München-Pasing) — вокзал дальнего и регионального сообщения, расположенный на западе Мюнхена. Вокзал входит в сеть S-bahn Мюнхена как станция Пазинг (нем. Pasing). Ежедневно услугами вокзала пользуются 85 000 человек, вокзал имеет 9 путей. Вокзал является вокзалом второй категории по классификации Deutsche Bahn.

## История

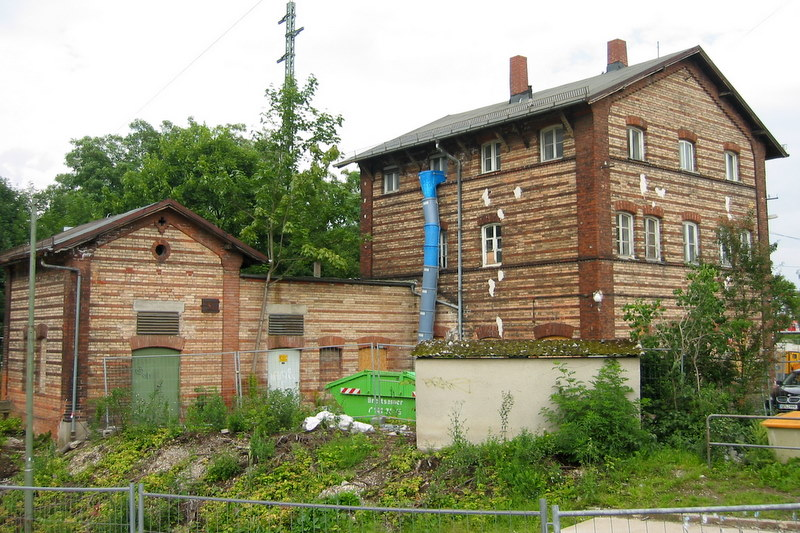
Историческое Здание вокзала Мюнхен-Пазинг

Вокзал основан в 1840 году на железнодорожной ветке Мюнхен-Аугсбург для тогда ещё независимого города Пазинг. После присоединения Пазинга к Мюнхену в 1938 году, вокзал получил своё нынешнее название.

## Региональное и дальнее сообщение
На вокзале останавливаются поезда дальних и региноальных направлений, следующих в юго-западном, западном и северо-западном направлениях, например на Аугсбург,Ульм, Штутгарт, Карлсруэ, Гармиш-Партенкирхен, Линдау.

## Общественный транспорт
Остановка мюнхенской городской электрички линий S3, S4, S6, S8, S20.
Остановка линии трамвая 19, нескольких линий автобусов.